# 14:1
14:1, även kallat kontinuerlig nummerboll,  är en form av poolbiljard. Det spelas med samtliga 15 nummerbollar på bordet. Till skillnad från andra poolspel får man sänka vilken boll som helst på bordet. Det är ett dessängspel, vilket innebär att spelaren måste tala om vilken boll som ska sänkas, och i vilket hål detta ska ske. Klarar spelaren detta, får han eller hon en poäng, och får fortsätta. När bara en boll återstår läggs de andra bollarna åter upp i triangeln, med den översta platsen tom. Om den sista nummerbollen ligger inom triangelns område, återplaceras den på huvudpricken, pricken vid motsatt ända av bordet. 
Man spelar ofta till ett förutbestämt antal poäng, i tävlingssammanhang vanligtvis 150. Spelet blir ofta mer taktiskt och långdraget än 9-ball och 8-ball, och är därför inte lika populärt i rekreationssammanhang. Efter dessa två grenar är dock 14:1 den vanligaste tävlingsformen av pool.